# Glückliche Reise – Island
Glückliche Reise – Island ist ein deutscher Fernsehfilm von Karin Hercher. Die Produktion des 22. Teils der Fernsehreihe Glückliche Reise erfolgte im Juli 1993 in der Isländischen Hauptstadt Reykjavik und deren Umfeld. Der Film hatte seine Premiere am 14. Oktober 1993 auf ProSieben.

## Besetzung
Die Flugzeugbesatzung besteht aus Kapitän Viktor Nemetz (Juraj Kukura), seinem Co-Piloten Rolf Erhardt (Volker Brandt) sowie den Stewardessen Sabine Möhl (Alexa Wiegandt), Monika Glaser (Rebecca Winter) und Eva Fabian (Sandra Krolik). Die Reiseleiter Sylvia Baretti und Andreas von Romberg werden von Conny Glogger und Thomas Fritsch gegeben. Als Gastdarsteller sind unter anderen Barbara Wussow, Albert Fortell und Florian Fitz zu sehen.

## Handlung
Rolf Erhardt unternimmt mit seinem Sohn Philipp einen Ausflug durch die Natur Islands. Da er Philipp nur selten sieht, möchte er ihm etwas Besonderes bieten und stellt eine Tour zusammen, die Attraktionen wie Quad-Fahrten, Kanu-Touren oder Reitausflüge beinhaltet. Als Rolf sich zu Beginn des Ausflugs verletzt, möchte er seine Schmerzen vor dem Sohn verbergen.
Kapitän Nemetz will möglichst ungestört und alleine zum Angeln gehen. Auf dem Weg zu einem geeigneten Revier nimmt er einen Anhalter mit, einen einheimischen Farmer. Dieser lässt es sich nicht nehmen, Viktor zum Essen einzuladen, und stellt ihm seine hochschwangere Frau und die beiden kleinen Kindern vor. Als kurz darauf bei der Frau die Wehen einsetzen und Viktor die ganze Familie ins Krankenhaus fahren muss, gibt er seinen Angelausflug auf.
Andreas und Sylvia müssen sich um das mitreisende Pärchen Sandra und Thomas kümmern, das sich während des Urlaubs heftig verstreitet. Die Stewardessen Monika, Sabine und Eva erhalten Avancen von dem isländischen Schönling Sigurd. Als sie sich austauschen und feststellen, dass es Sigurd auf alle drei abgesehen hat, schlagen sie ihn gemeinsam in die Flucht.